# Dagmara Maximilianowna Rauser-Tschernoussowa
Dagmara Maximilianowna Rauser-Tschernoussowa, geboren Rauser, (russisch Дагмара Максимилиановна Раузер-Черноусова, урожд. Раузер; * 7. Märzjul. / 19. März 1895greg. in Moskau; † 12. Juni 1996 ebenda) war eine russische bzw. sowjetische Mikropaläontologin.

## Leben
Rauser, Tochter eines Ingenieurs und einer Musiklehrerin, besuchte in Moskau eine deutsche Schule und ab 1911 ein privates Mädchengymnasium. Von 1913 bis 1918 nach der Oktoberrevolution studierte sie in den von Wladimir Guerrier gegründeten Moskauer Höheren Kursen für Frauen (jetzt Pädagogische Staatliche Universität Moskau (MPGU)) in der Physikalisch-Mathematischen Fakultät.
Im Sommer 1918 arbeitete Rauser als Sammlerin in der Petschora-Expedition und in der Archangelsk-Expedition. Dabei lernte sie Konstantin Nikolajewitsch Tschernoussow (1898–1944) kennen, den sie 1920 heiratete. Sie arbeitete seit 1918 im Dorf Ust-Zilma bei Petschora in der Schule und bekam 1921 die Tochter Irina, eine künftige Geologin. Wegen Erkrankung ihres Mannes zog sie mit der Familie 1925 nach Sewastopol, wo sie in der Schule und in der Biologischen Station arbeitete. Sie begann sich für Paläontologie zu interessieren.
Von 1927 bis 1930 war Rauser Aspirantin an der Universität Moskau und 1931 Assistentin am gerade gegründeten Moskauer Pädagogischen Abendinstitut. Darauf wurde sie wissenschaftliche Senior-Mitarbeiterin des Moskauer Ural-Erdöl-Instituts, das 1933 das Erdöl-Geologie-Prospektionsinstitut wurde.
Ab 1934 arbeitete Rauser im Moskauer Geologie-Institut der Akademie der Wissenschaften der UdSSR (AN-SSSR) und leitete das Laboratorium für Mikropaläontologie bis 1970. Von ihrem Mann trennte sie sich 1936.
Am 30. März 1945 verteidigte Rauser ihre Dissertation über die Stratigraphie und Fazies der Arti-Sedimente des Oberkarbons der Baschkirischen Vorural-Senke aufgrund von Wurzelfüßer-Untersuchungen mit Erfolg für die Promotion zur Doktorin der geologisch-mineralogischen Wissenschaften. Ihre Opponenten waren Nikolai Schatski, Dmitri Naliwkin und Alexander Tschernow. Die Ernennung zur Professorin erfolgte 1962. Sie beschrieb etwa 200 neue fossile Arten von Protozoen und Meeresorganismen. Sie organisierte wissenschaftliche Allunionskonferenzen zur Mikropaläontologie und initiierte die Gründung der Kommission für Mikropaläontologie der AN-SSSR.

## Ehrungen, Preise
- Orden des Roten Sterns (1944)[3]
- Medaille „Für heldenmütige Arbeit im Großen Vaterländischen Krieg 1941–1945“ (1946)
- Orden des Roten Banners der Arbeit (1952) für Beteiligung an der Erschließung der Wolga-Ural-Erdöllagerstätten[3]
- Leninpreis (1965) für die Erforschung der Stratigraphie des Oberen Paläozoikums auf der Grundlage der Entwicklung der Foraminiferen[3][7]
- Verdiente Wissenschaftlerin und Technikerin der UdSSR (1965)
- Ehrenzeichen der Sowjetunion (1975)[3]